# BloodWork (EP)
Bloodwork è il primo EP del musicista statunitense Wednesday 13. Uscito nel 2008, l'Ep contiene 2 inediti, una cover di Tom Petty and the Heartbreakers, un remix e 2 canzoni tratte da Skeletons riproposte in versione acustica.

## Tracce
1. "B-Movie Babylon" – 5:02
2. "Return of the Living Dead" – 3:10
3. "Runnin' Down a Dream" (Tom Petty and the Heartbreakers cover)– 3:10
4. "I Love to Say Fuck" (2007 re-recording) – 4:57
5. "My Demise B.C." – 4:12
6. "Skeletons A.D." – 4:01

## Formazione
- Wednesday 13 - vocals, guitars
- Nate Manor - bass
- Racci Shay - drums
- Jamie Hoover - guitars, piano